# كولن كاي
كولن كاي (بالإنجليزية: Colin Kay)‏ هو منافس ألعاب قوى نيوزيلندي، ولد في 30 أكتوبر 1926 في أوكلاند في نيوزيلندا، وتوفي في 5 يونيو 2008.

## روابط خارجية
- كولن كاي على موقع اتحاد ألعاب الكومنولث (مؤرشف) (الإنجليزية)